# 王缙
王缙（700年—781年12月31日），字夏卿，唐朝官员，唐代宗年间为宰相，封爵齐国公。他是一个虔诚的佛教徒，鼓励皇帝也笃信佛教，但他和更有权势的宰相元载的腐败使龙颜大怒。大历十二年（777年），元载伏诛，王缙被贬，再未重返长安。

## 家世
王缙生于武则天久视元年（700年）。他的家族本来自太原，但当时他却客居河中。他的四世祖王儒贤、曾祖王知节、父亲王处廉都官至司马，祖父王胄则任協律郎。他至少有四个兄弟：兄长王维，弟弟王繟、王紘、王紞。还有一妹嫁汝州司马萧安亲，生河南府洛阳县丞萧征。
王缙年轻时好学，和后来成为著名诗人的兄长王维都以文才闻名。他连中草泽、文辞清丽举两门特设科举考试。

## 早期朝官生涯
王缙中科举后，为韦抗所辟举，先后担任侍御史和武部员外郎。
天宝十四年（755年）唐河东、范阳、平卢三镇节度使安禄山叛乱，王缙被选为太原少尹，辅佐将领李光弼镇守太原。他的谋略为守城提供了很大帮助。加宪部侍郎，兼本官。至德元年（756年），作《奉天皇帝哀册文》。在这场安史之乱期间，王维被叛军俘虏，被迫在叛军建立的伪朝大燕担任官职。叛军大部平息后，王维遭到弹劾，将被处罚。王缙愿辞宪部侍郎（即刑部侍郎）换取兄长免罪。王维被免罪，但王缙被降了一阶。
王缙善草隶书，《述书赋》收录之，被认为胜过薛稷；与王维名望首冠一时，时人议论诗则称王维，崔颢论笔则称王缙，李邕、祖咏、张说都比不上他们。
乾元年间，王缙被外放为蜀州刺史。杜甫有《和裴迪登新津寺寄王侍郎》。时任尚书右丞的王维作《责躬荐弟表》称自己忠、政、义、才、德均不如王缙，请求尽削自己官职放归田里，换取赐王缙散职令其在朝廷。王缙历任国子祭酒、凤翔尹（乾元二年（759年）—三年（760年））、秦陇州防御使、工部侍郎、左散骑常侍。乾元二年七月他正在凤翔任内时，王维病重，索要笔作别王缙书，又写了给亲故的作别书数幅，丢下笔就去世了。太上皇唐玄宗于宝应元年（762年）驾崩，王缙奉命起草《玄宗哀册文》，时人认为写得很好。后又改任兵部侍郎。同年，唐肃宗也驾崩。二年（763年）正月，爱好文学的唐代宗对王缙说：“卿的兄长在天宝年间诗名冠代，朕曾在诸王座听闻王维乐章，如今传下来多少？卿可进献。”王缙答：“臣兄开元中诗百千余篇，天宝事后，十不存一。最近从中外亲故之间互相编缀，得到四百余篇。”代宗遣中人王承华前去取，次日，时为银青光禄大夫、尚书兵部侍郎兼御史大夫的王缙奉命献上收集的数十百篇王维集、表。广德元年（763年），大燕末代皇帝史朝义死，安史之乱彻底平息，唐代宗派王缙以本官宣慰大燕先前占领的河北地区，表现得称旨。又任右散骑常侍。二年（764年）正月，宰相刘晏和李岘被罢免，由王缙和杜鸿渐取代；王缙被任为黄门侍郎、太微宫使、弘文崇贤馆大学士，授同中书门下平章事。

## 拜相
广德年间，连年歉收，谷价上涨，太子仆萧复家贫，将要卖掉在昭应的祖产房屋。王缙闻其有林泉之美，想要，就派弟弟王纮相诱：“足下之才当然应该居右职（要职），如以房产奉家兄丞相，就能处要职了。”萧复不肯，说自己卖地是为了救人不是为了换取好官职，王缙怀恨，罢其官，萧复从此数年不得用。
同年七月，李光弼卒于河南诸道副元帅任上，八月，代宗任当时为金紫光禄大夫、行黄门侍郎、同中书门下平章事、兼弘文馆崇元馆大学士、知馆事、仍充太清太微宫使、太原县开国伯的王缙为侍中、兼持节都统河南、淮西、山南诸道诸节度行营事，晋封为太原郡公，食邑二千户，前往洛阳代替李光弼，王缙恳切坚辞侍中、郡公，代宗同意了，又加王缙上柱国，兼领东都留守。奏右司员外郎赵涓充判官，代宗又以神策将军郝廷玉为其都知兵马使。王缙令试左金吾卫郎将刘昌归宋州为牙门将。又表无锡尉皇甫冉为掌书记，拜库部员外郎郑叔则为检校吏部员外郎。浙江西道都团练观察使韦元甫曾在上表谢恩时归功王缙和行军司马袁傪。永泰元年（765年）三月，王缙奏徐州处士皇甫晅养母以孝闻，请旌表门闾，获准。四月，代宗下诏令王缙与汴河一带诸道节度使合计商量，在夹河两岸每两驿置防援者三百人，给附近良田令其营种、分界。十一月，王缙请减诸道军资钱四十万贯修洛阳宫，获准。但大历元年（766年）八月，他已回到长安。当时当权宦官鱼朝恩执掌国子监，在一场关于《易经》的讲座上当着在场百官说，如果鼎（象征相权）不平衡，将会倾覆，以此讥讽宰相王缙、元载。王缙发怒了，元载却冷静泰然，鱼朝恩对别人说：“发怒是常情，但还在笑的人却深不可测。”大历初年，王缙奏进士卢纶为集贤学士、秘书省校书郎。二年（767年）二月，河中节度使郭子仪入朝，三月，代宗让元载、王缙、左仆射裴冕、户部侍郎第五琦、京兆尹黎干、鱼朝恩都在郭宅设宴，共出钱三十万，一场酒会花费达到十万缗。可见此时王缙仍在长安。又作《东京大敬爱寺大证禅师碑》。王缙曾在登封为官，又与大证禅师的师父广德禅师素为知交，大证禅师的弟子正顺又视王缙如父，故王缙作此碑文。
三年（768年），裴冕以左仆射、平章事充南都留守、河南淮西山南东道副元帅，取代了王缙。六月，实质独立于朝廷的卢龙节度使李怀仙被下属朱希彩、朱泚、朱滔所杀，代宗想重掌卢龙，闰六月，以当时为金紫光禄大夫、门下侍郎、同中书门下平章事、持节河南副元帅、都统河南淮西山南东道诸节度行营使、兼东都留守的王缙兼卢龙节度使。皇甫冉、皇甫曾、张侣作《送王相公赴幽州》，韩翃作《奉送王相公赴幽州》。七月，王缙到卢龙后，建立旌节，朱希彩表面极其尊敬他，但让士兵保持高度警惕，不让他真正接手卢龙。王缙知道自己无法从朱希彩手上夺取卢龙的控制权，劳军十余日即委政朱希彩，返回长安。闰六月朱希彩即被任为知留后，十一月被任为节度使。同年八月，河东节度使辛云京卒，代宗派时为门下侍郎、同中书门下平章事、兼幽州长史、持节、河南副元帅、都统河南、淮西、山南东道诸节度行营、兼幽州卢龙等军节度使、太微宫使、弘文馆大学士、兼东都留守、齐国公的王缙前往太原兼充河东军节度使，仍保有原职，兼太原尹、北都留守，以杜鸿渐代为东都留守及充河南、淮西、山南东道副元帅，但杜鸿渐称病表请退休，最终未上任。四年（769年）三月，追赠王缙祖父王胄为兵部尚书，祖母程氏为赵国夫人。六月，王缙上表请辞河南副元帅、东都留守、都统、行营使，代宗批准。王缙就任河东时，太原旧将王无纵、张奉璋以为王缙是文人，多次不遵其令。九月，王缙受诏任他们为兵马使，命他们与马军使舍利割旃率步骑三千去西面吐蕃边境盐州抵御吐蕃入侵（防秋），舍利割旃先渡河，王无纵、张奉璋逗留不进，合谋作乱，王无纵找理由擅自重返太原。王缙起初不知道，后来王、张的谋划泄露，太原城内官吏多秘密做准备，有人告知王缙。王缙密令召王无纵等，潜伏甲士，王无纵等不知道事泄，到后，王缙以义责之，于是与监军及军将等面向朝廷再拜陈说王无纵等悖乱、军有常刑，于是斩了王无纵、张奉璋及其同谋王希艺、苏延福等七人，从此将领不敢再违逆他了，河东军府稍得安定。在任内曾奏及时为北都的太原府的官吏选取事。五年（770年）四月，王缙罢节度使，入朝长安，以本官复为宰相。
当年，在协助代宗诛杀鱼朝恩后，元载成为朝廷上的首席宰相。王缙顺从元载，尽管王缙以自大闻名，元载也为之不快，但两人关系良好。黎干意图批评元载为政。一次，他向王缙报告，王缙却侮辱他：“京兆尹是南方的君子（一作孤生），怎么知道朝廷的礼仪和事！”黎干是戎州人。
七年（772年）七月，遣当时为金紫光禄大夫、门下侍郎、同中书门下平章事兼弘文馆大学士知馆事、充太清宫使、上柱国、齐国公的王缙为使者，持节礼册封皇女为普宁公主。
八年（773年）五月，元载、王缙的党羽礼部侍郎徐浩被贬明州别驾，薛邕被贬歙州刺史。当月，皇次子郑王李邈去世，王缙奉命以摄太尉、黄门侍郎、平章事身份持节于柩前追册他为昭靖太子。十一月，宴宰相、郭子仪、李抱玉、王缙、元载及仆射裴遵庆、侯希逸、御史大夫李栖筠、吏部尚书刘晏、渭北节度使臧希让、神策军兵马使王驾鹤、京兆尹杜济于延英殿，赐物有差；闰十一月，又宴宰相及节度使、转运使、御史大夫、京兆尹、判度支、户部侍郎于内殿，赐锦采金银器物各有差。
王缙及其兄弟们都是虔诚的佛教徒，王维、王缙兄弟根本不吃肉，不穿彩衣。妻子李氏重病七年后去世，他请求把道政里的私宅改为宝应寺，以求为亡妻祈福，度僧人三十人住持，请求赐寺额获准。每当节度观察使入朝，王缙就请他们来宝应寺游玩，施加压力让他们捐助佛寺。王缙不仅影响了同为佛教徒的元载和杜鸿渐（于大历四年剃发、去世），他们都喜欢给僧人供饭，且也使代宗笃信佛教并深信只要如此，就能使唐朝无论遭受什么灾难都能免于覆亡。代宗下令僧尼免于刑罚，建立很多寺庙。王缙和杜鸿渐也施财造了很多寺庙。由于皇帝和宰相带头，很多官员也都成为佛教徒。五台山有金阁寺，铸铜为瓦，涂金于上，照耀山谷，花费钱多达亿万。王缙给中书省符牒，令台山僧数十人分行郡县，聚徒讲说，以求牟利。《旧唐书》将代宗朝缺乏政绩归咎于此。
元载与王缙请以河中为中都，以关辅河东十州税奉京师，选兵五万屯中都，镇御四方，可以秋季行幸、春季回，也可以避羌戎之患。元载因代宗对自己言听计从，就命官吏在河中造宫殿，筑私宅。代宗得知后厌恶，搁置其议。
十年（775年）十二月，元载、王缙奏魏州盐贵，请禁盐入其境以困之。代宗不许，说：“田承嗣（魏博节度使，军部在魏州）负朕，百姓何罪！”代宗还曾令王缙撰田承嗣纪功碑赐给魏州人。
十二年（777年）三月，元载和王缙都已非常腐败，元载妻王氏、子扬州兵曹参军元伯和、祠部员外郎元仲武、王缙的弟弟、妹妹及出入其家的尼姑都有受贿的，如同商贾；他俩又把政事委托群吏，士人想进身都不得不结交二人子弟及主书卓英倩等。代宗虽然宽容，却也不快，与舅父左金吾大将军吴凑图谋。时有月入太微、月逼心星的天象。正好有人告发二人夜醮（夜间请道士在家作法）图谋不轨，代宗就在延英殿上命吴凑将他们逮捕囚禁于政事堂，并将元仲武、卓英倩等下狱，交由吏部尚书刘晏、御史大夫李涵、散骑常侍萧昕、兵部侍郎袁傪、礼部侍郎常衮、谏议大夫杜亚讯问，遣中使诘问，元载、王缙都伏罪。元载及其妻及子元伯和、元仲武、校书郎元季能被处决。其党吏部侍郎杨炎、检校刑部尚书王昂、谏议大夫韩洄、包佶、起居舍人韩会等十余人，都从坐籍没家产。王缙原本被赐自尽，但刘晏对李涵说按旧例重刑应当覆奏，且王缙所犯罪责不如元载，二人罪责应分首从，李涵等也认可，吴凑也上谏不可对从坐者也一律处以极刑。代宗也怜悯他年老，于是免他一死，贬为持节括州诸军事，守括州（后改名处州）刺史，而其他元载党羽也因而止于被贬免于一死。刘长卿有诗《饯王相公出牧括州》。之前州县官俸禄不一，又因元载、王缙随情徇私，刺史月俸禄有的达到千缗，有的数十缗，五月才粗定了节度使以下至主簿、尉的俸禄。卓英倩等被杖杀。
王缙兄弟有诗名于世，王缙做大官后延辟的都是辞人名士，因卢纶擅长作诗，礼待很厚。王缙得罪，卢纶也获罪遭连累。常州人庾准本无学术，因得幸于王缙，官至中书舍人，再迁尚书右丞，这时也被出为汝州刺史。
王缙为相时曾上《大臣入朝见百寮奏》；元载、王缙为相时，代宗每天赐内厨御馔，可供十人食用，遂为惯例。八月，宰相常衮与朱泚上言认为餐费已经过剩，请求停赐馔，获准。常衮为相时，想改革元载、王缙受贿用人之弊，杜绝侥幸，一概不答应四方奏请，但对人才无所甄别，导致贤者愚者仕途一同受阻。

## 遭贬后
十四年（779年）六月，代宗以王缙为太子宾客，但不许回长安而是在洛阳就职。唐德宗继位不久，他即在建中二年（781年）十二月去世。

## 轶闻
安史之亂中安祿山劫持王維，唐肅宗平亂後，王維本以六等定罪，必須流放遠州，王縉請削己職以贖兄罪，後來唐肅宗得知了王維私下寫的詩《聞逆賊凝碧池作樂》，知道王維是「被脅從賊」，因而赦免了王維。
《唐语林》《刘宾客嘉话录》等载，元载用侍郎李纾知制诰，元载身败名裂，李纾想出外，王缙要他暂且留下继续知制诰，然后才出他为婺州刺史。此记载存疑，因元载与王缙当是一同失势的。
《唐语林》记载的王缙其他故事：
1.王缙多给人作碑志。有人把润笔费误送到王维处。王维说：“大作家在那边！”
2.杜鸿渐为都统、副元帅，王缙代之。杜鸿渐对人说：“一个月乞索儿一万贯钱。”这是因为计使料多，以此诘问俸钱都数。
3.元伯和、李腾、李腾弟李淮与王缙被时人谓为“四凶”。

## 评价
- 《旧唐书》
  - 史臣曰：仲尼云：富与贵是人之欲，不以道得之不处。反乎是道者小人。……缙附会奸邪，以至颠覆。……三子者咸著文章，殊乖德行。“不常其德，或承之羞”，大《易》之义也。富贵不以其道，小人之事哉！观庾准之憸，遭王缙之复，徇杨炎之意，曲致刘晏之冤。积恶而获令终者，其在余殃乎！
  - 赞曰：（元）载、缙、（杨）炎、（庾）准，交相附会。《左传》有言，贪人败类。[7]
- 《新唐书》赞曰：缙言福业报应，参得君自私，无可论者。[2]

## 家庭

### 妻妾
- 李氏，本为左丞韦济妻，守寡后投奔王缙，为王缙所嬖，冒称为妻，其实是妾。[7]

### 子女
- 按《太平广记》，王缙有女王韫秀，又称王家十二娘子，元载妻，后与元载同死。[53]但按《旧唐书》《新唐书》《唐语林》等，元载妻是王忠嗣女。或因王缙与元载亲近出现误传。